# Turmodigi

Cartina della Spagna pre-romana (300 a.C. circa). Nella parte nord, tra i Vaccei e i Cantabri, il popolo dei Turmodigi

I Turmodigi furono un piccolo ed oscuro antico popolo spagnolo di epoca pre-romana, che occupò l'area compresa tra le valli dei fiumi Arlanzón e Arlanza nella seconda età del ferro.

## Origini
Di origini miste, i Turmodigi restano un popolo misterioso. Noti come 'Tormogus' in alcune fonti epigrafiche locali, vengono anche citati negli antichi testi romani con il nome di 'Turmogi' o 'Curgoni', e nelle fonti greche come 'Murbogoioi'. Il loro etnonimo non è considerato indoeuropeo, e sicuramente comprendevano elementi di origine aquitana, indoaria e illira. La loro classe dirigente sembra essere stata di origine belga, e i loro antenati sarebbero giunti nella penisola iberica nel corso della migrazione gallico-belga nel IV secolo a.C..

## Cultura
L'archeologia ha permesso di associarli al gruppo culturale di Bernorio-Miraveche, presente all'inizio dell'età del ferro nella parte settentrionale delle province di Burgos. Inoltre recenti studi, svolti nel famoso cimitero di Miraveche e in altri siti della seconda età del ferro, hanno permesso di capire che la loro cultura fu fortemente celtiberizzata, mostrando forti affinità con la cultura di Duero dei Vaccei. Nel II secolo a.C. fondarono uno Stato con capitale Segisama, chiamata anche Segisamone o Segisamum, e le città di Deobrigula/Teobrigula (Tardajos – Burgos), Ambisna (Pampliega?– Burgos), Bravum/Bravon (Huérmeces o Ubierna nella valle del Santibañez – Burgos) e Mancellus (nei pressi di Lerma, nella valle dell'Arlanza).

## Storia
Inizialmente una tribù soggetta agli Autrigoni, i Turmodigi, si liberarono con l'aiuto dei Vaccei all'inizio del III secolo a.C., occupando buona parte delle terre corrispondenti alla parte centro-occidentale della provincia di Burgos e alla parte orientale della provincia di Palencia. Come i vicini Autrigoni e Vaccei, i Turmodigi mantennero un'identità separata fino alla fine del I secolo a.C., quando furono conquistati ed annessi alla Hispania Citerior da Pompeo e Quinto Cecilio Metello Pio nel 73 a.C. I Turmodigi non furono però sottomessi prima del 56 a.C., quando una rivolta congiunta con Vaccei e altri popoli fu sconfitta dal pretore Metello Nepote. Soggetti alle razzie di Cantabri ed Asturi poco prima della prima guerra asturo-cantabrica, Roma li trasformò in utili alleati per conquistare queste ultime tribù e le loro ricche miniere di metalli (tra cui oro). L'imperatore Augusto stabilì i propri quartieri generali nella loro capitale Segisama, e negli anni seguenti utilizzò la Turmodigia come base di partenza per la conquista della Cantabria.